# Copella nigrofasciata
Copella nigrofasciata és una espècie de peix de la família dels lebiasínids i de l'ordre dels caraciformes.

## Morfologia
- Els mascles poden assolir 4,5 cm de longitud total.[4][5]

## Hàbitat
És un peix d'aigua dolça i de clima tropical (21 °C-25 °C).

## Distribució geogràfica
Es troba a Sud-amèrica: conca del riu Amazones (des de Manaus fins al riu Ucayali).